# NGC 7503
NGC 7503 ist eine elliptische Galaxie vom Hubble-Typ E2 im Sternbild Fische auf der Ekliptik. Sie ist schätzungsweise 499 Millionen Lichtjahre von der Milchstraße entfernt und hat einen Durchmesser von etwa 140.000 Lichtjahren.
Im selben Himmelsareal befinden sich u. a. die Galaxien NGC 7499 und NGC 7501.
Die Typ-Ia-Supernova SN 2001ic wurde hier beobachtet.
Das Objekt wurde am 2. September 1864 vom deutschen Astronomen Albert Marth entdeckt.